# Jugendhuset
Jugendhuset på Lundvej 39 i Varde er en herskabsvilla i Jugendstil, der var moderne omkring 1900, og der findes kun få tilbage i Danmark.
Huset blev opført i 1901 af arkitekten C.H. Clausen fra Esbjerg, og er udsmykket med tidstypiske detaljer såsom buede vindskeder og bindingsværk samt malede dekorationer på døre og vinduer.
I en årrække hørte det til Varde Museum, hvor man kunne se Otto Frello-samlingen og samlingen af keramik fra keramikfabrikken P. Ipsens Enke.
Jugendhuset blev i starten af 2008 sat til salg for 2,5 mio. kr, og samlingerne flyttet til den gamle Sct. Jacobi Skole der ligger ved Torvet i Varde.
Jugendhuset er pr. 1. januar 2010 solgt til erhvervsmæssigt brug, og rummer nu en lægepraksis ejet af Charlotte Bøving.
I 2015 blev der bygget en model af huset, som en del af Minibyen i Varde.

## Historie
Der lå oprindeligt et par mindre bygninger på stedet. Det var bolig for jernbanefunktionærer. Disse huse blev i 1901 sammenbygget til en herskabsvilla i Jugendstil. Bygherren sagfører Chr. Oldager blev inspireret under en tur til Sydtyskland. Arkitekten var C.H. Clausen fra Esbjerg.